# Élections régionales de 1974 en Basse-Saxe
Les élections régionales de 1974 en Basse-Saxe (en allemand : Landtagswahl in Niedersachsen 1974) se tiennent le 9 juin 1974, afin d'élire les 155 députés de la 8e législature du Landtag, pour un mandat de quatre ans.
Le scrutin est marqué par la victoire de la CDU de Wilfried Hasselmann, qui rate la majorité absolue à un siège près. Le ministre-président social-démocrate Alfred Kubel assure son maintien au pouvoir en s'associant avec le FDP.

## Mode de scrutin
Le Landtag est constitué de 155 députés (en allemand : Mitglied des Landtags, MdL), élus pour une législature de quatre ans au suffrage universel direct et suivant le scrutin proportionnel d'Hondt.
Chaque électeur dispose d'une voix, qui compte double : elle lui permet de voter pour un candidat de sa circonscription, selon les modalités du scrutin uninominal majoritaire à un tour, le Land comptant un total de 99 circonscriptions ; elle est alors automatiquement attribuée au parti politique dont ce candidat est le représentant.
Lors du dépouillement, l'intégralité des 155 sièges est répartie en fonction des voix attribuées aux partis, à condition qu'un parti ait remporté 5 % des voix au niveau du Land. Si un parti a remporté des mandats au scrutin uninominal, ses sièges sont d'abord pourvus par ceux-ci.
Dans le cas où un parti obtient plus de mandats au scrutin uninominal que la proportionnelle ne lui en attribue, la taille du Landtag est augmentée jusqu'à rétablir la proportionnalité.

## Campagne

### Principaux partis
| Parti | Parti                                                                              | Chef de file                      | Résultat en 1970           |
| ----- | ---------------------------------------------------------------------------------- | --------------------------------- | -------------------------- |
|       | Parti social-démocrate d'Allemagne Sozialdemokratische Partei Deutschlands         | Alfred Kubel (Ministre-président) | 46,3 % des voix 75 députés |
|       | Union chrétienne-démocrate d'Allemagne Christlich Demokratische Union Deutschlands | Wilfried Hasselmann               | 45,7 % des voix 74 députés |

## Résultats

### Voix et sièges
| Parti                             | Parti                                        | Deuxièmes voix | Deuxièmes voix | Sièges | Sièges        | Sièges | Sièges | Sièges        |
| Parti                             | Parti                                        | Votes          | %              | MU1    | +/-           | Liste  | Total  | +/-           |
| --------------------------------- | -------------------------------------------- | -------------- | -------------- | ------ | ------------- | ------ | ------ | ------------- |
|                                   | Union chrétienne-démocrate d'Allemagne (CDU) | 2 098 096      | 48,82          | 54     | 14            | 19     | 77     | 3             |
|                                   | Parti social-démocrate d'Allemagne (SPD)     | 1 852 797      | 43,11          | 45     | 10            | 22     | 67     | 8             |
|                                   | Parti libéral-démocrate (FDP)                | 302 165        | 7,03           | 0      | en stagnation | 11     | 11     | 11            |
|                                   | Parti national-démocrate d'Allemagne (NPD)   | 27 581         | 0,64           | 0      | en stagnation | 0      | 0      | en stagnation |
|                                   | Parti communiste allemand (DKP)              | 16 753         | 0,39           | 0      | en stagnation | 0      | 0      | en stagnation |
|                                   | Indépendants                                 | 301            | 0,01           | 0      | en stagnation | 0      | 0      | en stagnation |
|                                   |                                              |                |                |        |               |        |        |               |
| Votes valides                     | Votes valides                                | 4 297 693      | 99,22          |        |               |        |        |               |
| Votes blancs et nuls              | Votes blancs et nuls                         | 33 580         | 0,78           |        |               |        |        |               |
| Total                             | Total                                        | 4 331 273      | 100            | 99     | 4             | 56     | 155    | 6             |
| Abstentions                       | Abstentions                                  | 797 981        | 15,56          |        |               |        |        |               |
| Nombre d'inscrits / participation | Nombre d'inscrits / participation            | 5 129 254      | 84,44          |        |               |        |        |               |